# Jan Apeldoorn
Jan Apeldoorn (Amersfoort, 27 januari 1765 – aldaar, 10 februari 1838) was een Nederlands kunstenaar en tekenleraar. Hij is vooral bekend geworden om zijn tekeningen. Daarnaast was hij schilder van olieverfschilderijen, miniaturen en aquarellen. Hij vervaardigde landschappen, stadsgezichten, portretten en genrestukken.

## Biografie
Apeldoorn was een zoon van Lambertus Apeldoorn en Margaretha van Rookhuizen en leerde het vak van Jordanus Hoorn.
Hij tekende en schilderde bos- en duinachtige landschappen op locaties in Gelderland en Utrecht. Voor zijn tekeningen gebruikte hij Oost-Indische inkt en sapverf. Daarnaast schilderde hij miniatuurportretten.
Rond 1788 vertrok hij naar Utrecht . Hier verbleef hij rond vijftig jaar en daarnaast maakte hij nog een reis door Duitsland. Hij was leermeester van onder meer gravin Cecile Dorothea Nahuys en van rechter en Eerste Kamer-voorzitter Jacob Constantijn Martens van Sevenhoven.
Koning Lodewijk Napoleon Bonaparte benoemde hem rond 1807/1808 tot tekenmeester bij de Koninklijke Pages. Hier had ook de titel Professor in de Tekenkunde bij gehoord; Apeldoorn zag echter van deze functie af.
Hij was ongehuwd en overleed in februari 1838 op 73-jarige leeftijd. Ondanks dat zijn woonplaats jarenlang Utrecht was geweest, overleed hij in bijzijn van zijn familie in zijn geboorteplaats. In maart 1839 werden 18 schilderijen en 48 tekeningen van zijn hand te koop aangeboden tijdens een kunstverkoop in Amsterdam.

## Galerij
| Uitzicht op Leusden met een herder en schapen op de voorgrond, 1834 |  | Aan de Lockhorster Beek, datum onbekend |
| Uitzicht op Leusden met een herder en schapen op de voorgrond, 1834 |  | Aan de Lockhorster Beek, datum onbekend |

- Biografisch Portaal: 14469860
- Digitale Bibliotheek voor de Nederlandse Letteren: apel006
- RKD-Nederlands Instituut voor Kunstgeschiedenis: 2177
- Union List of Artist Names: 500100121
- Virtual International Authority File: 96422244
- WorldCat: E39PBJjHgQKtBmX4ckY3GpxMT3